# Michał Kubik (futsalista)
Michał Kubik (ur. 7 maja 1990) – polski futsalista, zawodnik z pola, reprezentant Polski, obecnie jest grającym trenerem występującej w ekstraklasie Rekordu Bielsko-Biała.

## Przebieg kariery
Michał Kubik swoją karierę rozpoczynał w amatorskim klubie Moto 46 Szczecin, z którym w sezonie 2009/2010 doszedł do finału Pucharu Polski, w którym jego drużyna przegrała 2:6 z Hurtapem Łęczyca i raz wpisał się na listę strzelców. Od sezonu 2010/2011 reprezentował barwy Pogoni 04 Szczecin. W pierwszym sezonie w Pogoni zdobył dziewięć bramek w ekstraklasie, a jego drużyna zajęła siódme miejsce w tabeli. Sezon później strzelił o jedną bramkę mniej, a klub ze Szczecina zajął ósme miejsce w tabeli. W sezonie 2012/2013 osiemnastokrotnie wpisywał się na listę strzelców, a jego klub zajął czwarte miejsce po fazie play off i odpadł w finale Pucharu Polski. Sezon 2013/2014 okazał się najlepszy w karierze Michała Kubika. W całym sezonie zdobył piętnaście bramek, a Pogoń '04 Szczecin zdobyła tytuł Wicemistrza Polski. Po sezonie w plebiscycie Futsal Ekstraklasy został wybrany najlepszym zawodnikiem ligi. 
W reprezentacji Polski zadebiutował 12 kwietnia 2011 w meczu z reprezentacją Macedonii, który Polska przegrała 2:3 i Michał Kubik zdobył jedną z dwóch bramek. W 2011 roku zagrał w eliminacjach do Mistrzostw Świata, a dwa lata później w eliminacjach do Mistrzostw Europy. W obu turniejach eliminacyjnych strzelił po jednej bramce. W sumie dla reprezentacji Polski zdobył 39 bramek. Uczestniczył w Mistrzostwach Europy w futsalu 2018, w decydującym meczu o awansie z Węgrami strzelił dwa gole, a w samym turnieju strzelił gola w meczu z Rosją na 9.3 sekundy przed końcem meczu, uczestniczył też w Mistrzostwach Europy w futsalu 2022. W dniu 17 grudnia zagrał po raz 150 dla reprezentacji Polski.  

### Bramki w reprezentacji Polski
| l.p. | Data                 | Przeciwnik       | Rezultat | Rozgrywki  |
| ---- | -------------------- | ---------------- | -------- | ---------- |
| 1.   | 12 kwietnia 2011     | Macedonia        | 2-3      | towarzyski |
| 2.   | 2 września 2011      | Węgry            | 6-4      | towarzyski |
| 3.   | 3 września 2011      | Słowacja         | 2-3      | towarzyski |
| 4.   | 14 października 2011 | Mołdawia         | 1-1      | towarzyski |
| 5.   | 18 grudnia 2011      | Bułgaria         | 5-4      | el. MŚ     |
| 6.   | 14 kwietnia 2012     | Czarnogóra       | 3-0      | towarzyski |
| 7.   | 29 września 2012     | Słowacja         | 4-4      | towarzyski |
| 8.   | 5 grudnia 2012       | Mołdawia         | 6-0      | towarzyski |
| 9.   | 28 marca 2013        | Portugalia       | 2-5      | el. ME     |
| 10.  | 30 października 2013 | Słowenia         | 1-5      | towarzyski |
| 11.  | 16 listopada 2013    | Gibraltar        | 13-1     | towarzyski |
| 12.  | 16 listopada 2013    | Gibraltar        | 13-1     | towarzyski |
| 13.  | 4 stycznia 2014      | Walia            | 8-1      | towarzyski |
| 13.  | 5 stycznia 2014      | Norwegia         | 3-2      | towarzyski |
| 15.  | 15 marca 2014        | Cypr             | 6-2      | towarzyski |
| 16.  | 10 maja 2014         | Ukraina          | 3-1      | towarzyski |
| 17.  | 15 września 2014     | Czechy           | 3-4      | towarzyski |
| 18.  | 28 października 2014 | Słowenia         | 3-4      | towarzyski |
| 19.  | 28 października 2014 | Słowenia         | 3-4      | towarzyski |
| 20.  | 21 marca 2015        | Włochy           | 3-6      | eME 2016   |
| 21.  | 11 grudnia 2015      | Rumunia          | 8-1      | eMŚ 2016   |
| 22.  | 24 września 2016     | Czechy           | 6-3      | towarzyski |
| 23.  | 25 września 2016     | Słowacja         | 8-1      | towarzyski |
| 24.  | 26 września 2017     | Węgry            | 6-4      | eME 2018   |
| 25.  | 26 września 2017     | Węgry            | 6-4      | eME 2018   |
| 26.  | 13 listopada 2017    | Słowenia         | 6-6      | towarzyski |
| 27.  | 30 stycznia 2018     | Rosja            | 1-1      | ME 2018    |
| 28.  | 2 lutego 2019        | Rosja            | 1-2      | towarzyski |
| 29.  | 23 września 2019     | Słowacja         | 1-2      | towarzyski |
| 30.  | 24 września 2019     | Węgry            | 4-1      | towarzyski |
| 31.  | 2 grudnia 2019       | Serbia           | 4-1      | towarzyski |
| 32.  | 3 grudnia 2019       | Serbia           | 3-5      | towarzyski |
| 33.  | 29 stycznia 2020     | Grecja           | 5-2      | eME 2022   |
| 34.  | 29 stycznia 2020     | Grecja           | 5-2      | eME 2022   |
| 35.  | 29 stycznia 2020     | Grecja           | 5-2      | eME 2022   |
| 36.  | 14 kwietnia 2021     | Czechy           | 8-5      | eME 2022   |
| 37.  | 4 października 2021  | Finlandia        | 4-0      | towarzyski |
| 38.  | 20 grudnia 2021      | Słowenia         | 5-2      | towarzyski |
| 39.  | 16 czerwca 2022      | Węgry            | 3-5      | towarzyski |
| 40.  | 18 czerwca 2023      | Szwecja          | 6-3      | towarzyski |
| 41.  | 2 lutego 2024        | Arabia Saudyjska | 4-1      | towarzyski |
| 42.  | 4 lutego 2024        | Arabia Saudyjska | 11-0     | towarzyski |
| 43.  | 4 lutego 2024        | Arabia Saudyjska | 11-0     | towarzyski |
| 44.  | 16 kwietnia 2024     | Chorwacja        | 2-2      | eMŚ 2024   |
| 45.  | 1 sierpnia 2024      | Maroko           | 3-4      | towarzyski |
| 46.  | 10 kwietnia 2025     | Turcja           | 6-0      | eME 2026   |